# Langendorf (Weißenfels)
Langendorf è un ex-comune tedesco di 2 475 abitanti, situato nel land della Sassonia-Anhalt.
Dal 1º gennaio 2010 è stato accorpato alla città di Weißenfels.
Oltre al capoluogo, la frazione comprende le località di: Kößlitz-Wiedebach, Obergreißlau, Untergreißlau e Muttlau.